# Денніс Марук
Денніс Джон Марук (англ. Dennis John Maruk, нар. 17 листопада 1955, Торонто) — канадський хокеїст українського походження, що грав на позиції центрального нападника. Грав за збірну команду Канади.
Провів понад 900 матчів у Національній хокейній лізі.

## Ігрова кар'єра
Хокейну кар'єру розпочав 1971 року.
1975 року був обраний на драфті НХЛ під 21-м загальним номером командою «Каліфорнія Голден-Сілс». 
Усю професійну клубну ігрову кар'єру, що тривала 15 років, провів, захищаючи кольори команди «Міннесота Норт-Старс», «Вашингтон Кепіталс», «Клівленд Баронс» та «Каліфорнія Голден-Сілс».
Загалом провів 922 матчі в НХЛ, включаючи 34 гри плей-оф Кубка Стенлі.
Виступав за збірну Канади, провів 35 ігор в її складі, бронзовий призер чемпіонату світу 1983 року.

## Нагороди та досягнення
- Приз сім'ї Еммс — 1973.
- Трофей Реда Тілсона — 1975.
- Учасник матчу усіх зірок НХЛ — 1978, 1982.

## Статистика

### Клубні виступи
| Сезон        | Клуб                     | Ліга         | Регулярний сезон | Регулярний сезон | Регулярний сезон | Регулярний сезон | Регулярний сезон | Плей-оф | Плей-оф | Плей-оф | Плей-оф | Плей-оф |
| Сезон        | Клуб                     | Ліга         | І                | Г                | П                | О                | ШХ               | І       | Г       | П       | О       | ШХ      |
| ------------ | ------------------------ | ------------ | ---------------- | ---------------- | ---------------- | ---------------- | ---------------- | ------- | ------- | ------- | ------- | ------- |
| 1971–72      | «Маркем Вакерс»          | МетЮХЛ       | —                | —                | —                | —                | —                | —       | —       | —       | —       | —       |
| 1971–72      | «Торонто Мальборос»      | ОХА          | 8                | 2                | 1                | 3                | 4                | —       | —       | —       | —       | —       |
| 1972–73      | «Лондон Найтс»           | ОХА          | 59               | 46               | 67               | 113              | 54               | —       | —       | —       | —       | —       |
| 1973–74      | «Лондон Найтс»           | ОХА          | 67               | 47               | 65               | 112              | 61               | —       | —       | —       | —       | —       |
| 1974–75      | «Лондон Найтс»           | OMJHL        | 65               | 66               | 79               | 145              | 53               | —       | —       | —       | —       | —       |
| 1975–76      | «Каліфорнія Голден-Сілс» | НХЛ          | 80               | 30               | 32               | 62               | 44               | —       | —       | —       | —       | —       |
| 1976–77      | «Клівленд Баронс»        | НХЛ          | 80               | 28               | 50               | 78               | 68               | —       | —       | —       | —       | —       |
| 1977–78      | «Клівленд Баронс»        | НХЛ          | 76               | 36               | 35               | 71               | 50               | —       | —       | —       | —       | —       |
| 1978–79      | «Міннесота Норт-Старс»   | НХЛ          | 2                | 0                | 0                | 0                | 0                | —       | —       | —       | —       | —       |
| 1978–79      | «Вашингтон Кепіталс»     | НХЛ          | 76               | 31               | 59               | 90               | 71               | —       | —       | —       | —       | —       |
| 1979–80      | «Вашингтон Кепіталс»     | НХЛ          | 27               | 10               | 17               | 27               | 8                | —       | —       | —       | —       | —       |
| 1980–81      | «Вашингтон Кепіталс»     | НХЛ          | 80               | 50               | 47               | 97               | 87               | —       | —       | —       | —       | —       |
| 1981–82      | «Вашингтон Кепіталс»     | НХЛ          | 80               | 60               | 76               | 136              | 128              | —       | —       | —       | —       | —       |
| 1982–83      | «Вашингтон Кепіталс»     | НХЛ          | 80               | 31               | 50               | 81               | 71               | 4       | 1       | 1       | 2       | 2       |
| 1983–84      | «Міннесота Норт-Старс»   | НХЛ          | 71               | 17               | 43               | 60               | 42               | 16      | 5       | 5       | 10      | 8       |
| 1984–85      | «Міннесота Норт-Старс»   | НХЛ          | 71               | 19               | 41               | 60               | 56               | 9       | 4       | 7       | 11      | 12      |
| 1985–86      | «Міннесота Норт-Старс»   | НХЛ          | 70               | 21               | 37               | 58               | 67               | 5       | 4       | 9       | 13      | 4       |
| 1986–87      | «Міннесота Норт-Старс»   | НХЛ          | 67               | 16               | 30               | 46               | 52               | —       | —       | —       | —       | —       |
| 1987–88      | «Міннесота Норт-Старс»   | НХЛ          | 22               | 7                | 4                | 11               | 15               | —       | —       | —       | —       | —       |
| 1988–89      | «Міннесота Норт-Старс»   | НХЛ          | 6                | 0                | 1                | 1                | 2                | —       | —       | —       | —       | —       |
| 1988–89      | «Каламазу Вінгс»         | МХЛ          | 5                | 1                | 5                | 6                | 4                | —       | —       | —       | —       | —       |
| 1998–99      | «Лейк Шарль Айс Пайретс» | ЗПХЛ         | 6                | 0                | 2                | 2                | 4                | 3       | 0       | 0       | 0       | 2       |
| Усього в НХЛ | Усього в НХЛ             | Усього в НХЛ | 888              | 356              | 522              | 878              | 761              | 34      | 14      | 22      | 36      | 26      |

### Збірна
| Рік                | Команда            | Турнір             | І  | Г  | П | О  | ШХ |
| ------------------ | ------------------ | ------------------ | -- | -- | - | -- | -- |
| 1978               | Канада             | ЧС                 | 10 | 6  | 1 | 7  | 2  |
| 1979               | Канада             | ЧС                 | 7  | 1  | 1 | 2  | 2  |
| 1981               | Канада             | ЧС                 | 8  | 5  | 3 | 8  | 6  |
| 1983               | Канада             | ЧС                 | 10 | 4  | 3 | 7  | 4  |
| Національна збірна | Національна збірна | Національна збірна | 35 | 16 | 8 | 24 | 14 |